# Гродзанув
Гродзанув (пол. Grodzanów) — село в Польщі, у гміні Бжег-Дольний Воловського повіту Нижньосілезького воєводства.
Населення — 170 осіб (2011).
У 1975-1998 роках село належало до Вроцлавського воєводства.

## Демографія
Демографічна структура станом на 31 березня 2011 року:
|          | Загалом | Допрацездатний вік | Працездатний вік | Постпрацездатний вік |
| -------- | ------- | ------------------ | ---------------- | -------------------- |
| Чоловіки | 80      | 10                 | 60               | 10                   |
| Жінки    | 90      | 15                 | 50               | 25                   |
| Разом    | 170     | 25                 | 110              | 35                   |